# Fontaine, Isère
Fontaine este o comună în departamentul Isère din sud-estul Franței. În 2009 avea o populație de 22.004 de locuitori.
Fontaine este un oraș în Franța, în departamentul Isère, în regiunea Ron-Alpi. Face parte din aglomerația orașului Grenoble.

## Evoluția populației
| An        | 1975   | 1982   | 1990   | 1999   | 2006   | 2009   |
| --------- | ------ | ------ | ------ | ------ | ------ | ------ |
| Populație | 25.036 | 22.827 | 22.853 | 23.323 | 22.936 | 22.004 |